# 昂克尔河畔比尔
昂克尔河畔比尔（法語：Buire-sur-l'Ancre，法語發音：[bɥiʁ syʁ lɑ̃kʁ]）是法国上法蘭西大區索姆省的一个市镇，属于佩罗讷区。

## 地理
昂克尔河畔比尔（49°57'54"N, 2°35'32"E）面积5.28 平方千米，位于法国上法蘭西大區索姆省，该省份为法国北部沿海省份，北起加来海峡省和北部省，西接滨海塞纳省和大西洋英吉利海峡，南至瓦兹省，东临埃纳省。
与昂克尔河畔比尔接壤的市镇（或旧市镇、城区）包括：代尔南库尔、拉维耶维尔、梅里库尔拉贝、米朗库尔、昂克尔河畔里布蒙、特勒、昂克尔河畔维尔。

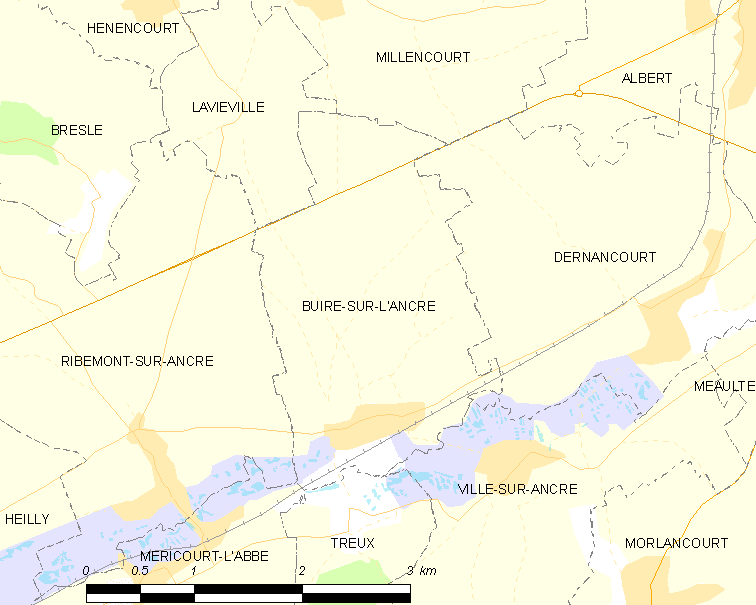
昂克尔河畔比尔的OSM定位图

昂克尔河畔比尔的时区为UTC+01:00、UTC+02:00（夏令时）。

## 行政
昂克尔河畔比尔的邮政编码为80300，INSEE市镇编码为80151。

## 政治
昂克尔河畔比尔所属的省级选区为阿尔贝县。

## 人口

1962-2008年间昂克尔河畔比尔人口变化图示

昂克尔河畔比尔于2022年1月1日时的人口数量为296人。